# Co-Dux
Nei primi secoli di storia del Ducato di Venezia, un co-Dux era un Doge coreggente.
Il termine è un composto latino traducibile come "co-doge" o "co-duca" e indica la pratica, da parte di un Doge regnante, di associare al trono un collega designato a succedergli.

## Storia dell'istituto co-ducale
La pratica dell'associazione al trono giunse nel Ducato di Venezia dall'Impero bizantino, sin dall'VIII secolo, quando il Ducato era ancora formalmente una provincia dell'impero orientale. Tale pratica, assai diffusa tra gli Imperatori Romani d'Oriente, divenne uno strumento di contesa del potere tra le famiglie più potenti del Ducato. Attraverso di esso, infatti, la famiglia regnante tentava di perpetuare il proprio dominio espropriando l'assemblea popolare, la Concio, del potere elettivo del Doge.
È incerto il ruolo che avesse l'assemblea al momento dell'incoronazione dei coreggenti e se ad essa spettasse comunque una qualche forma di conferma alla loro nomina, tuttavia tra l'VIII e l'XI secolo, vi furono almeno quindici coreggenti che vennero associati al trono e, di questi, solo sei riuscirono a succedere effettivamente al proprio collega. E dei ventotto dogi succedutisi, ben quattordici finirono deposti, con accecamento, taglio della barba e dei capelli per sfregio o per forzata tonsura (al modo bizantino), oppure uccisi in rivolte, mentre altri quattro preferirono abdicare.
L'uso, protrattosi per circa tre secoli, venne infine definitivamente proibito nel 1032 con la prima legge costituzionale della Repubblica di Venezia, che riaffermò la completa supremazia dell'assemblea popolare sulla nomina del duca. In quell'anno, infatti, il popolo si rifiutò di ratificare l'incoronazione di Domenico Orseolo, nominando al suo posto Domenico Flabanico ed emanando al contempo una legge con la quale si proibiva per sempre la pratica dell'associazione al trono, si allontanavano in perpetuo gli Orseoli dalle cariche di governo, e si affiancavano al Doge due consiglieri ducali, perché ne sorvegliassero costantemente l'operato.

## Elenco dei Dogi coreggenti
Di seguito si riportano i periodi di coreggenza del Ducato di Venezia, affiancati dai nomi dei co-Duces.
| Periodo     | Co-Duces                 | Co-Duces                |
| Periodo     | Associatore              | Associati               |
| ----------- | ------------------------ | ----------------------- |
| ... - 787   | Maurizio Galbaio         | Giovanni                |
| 787 - ...   | Giovanni Galbaio         | Maurizio II             |
| 804 - 807   | Obelario Antenoreo       | Benedetto               |
| 807 - 810   | Obelario Antenoreo       | Benedetto e Valentino   |
| ... - 818   | Angelo Partecipazio      | Giovanni I              |
| 818 - ...   | Angelo Partecipazio      | Giustiniano e Angelo II |
| ... - 827   | Angelo Partecipazio      | Giustiniano             |
| 829         | Giustiniano Partecipazio | Giovanni I              |
| 837 - ...   | Pietro Tradonico         | Giovanni                |
| ... - 881   | Orso I Partecipazio      | Giovanni II             |
| ... - ...   | Giovanni II Partecipazio | Pietro                  |
| ... - 887   | Giovanni II Partecipazio | Orso                    |
| ... - ...   | Pietro III Candiano      | Pietro IV               |
| 1004 - 1007 | Pietro II Orseolo        | Giovanni                |
| 1007 - 1009 | Pietro II Orseolo        | Ottone                  |